# Christoph Ernst (Autor)
Christoph Ernst (* 1958 in Hamburg) ist ein deutscher Autor, Schriftsteller und Künstler.

## Leben
Ernst studierte in Hamburg und New York Geschichtswissenschaft und arbeitete unter anderem als Kulturmanager, Journalist und Dozent. Nach einem mehrjährigen Berlinabstecher lebt Christoph Ernst in Hamburg und Klein Zecher und unterrichtet kreatives Schreiben. Neben Sachbuchtexten hat er Kurzgeschichten und mehrere Kriminalromane veröffentlicht. Als Künstler widmet er sich der großformatigen Acrylmalerei.
Ernst ist Mitglied der Autorengruppe „Tippgemeinschaft“ und hat die Autorengruppe „Blut und Feder“ mitbegründet. Zusammen mit Hilkka Zebothsen und Tony Tonagel verfasste er das experimentelle Theaterstück Tahoma - die lange Reise ans Ende der Nacht.
Gemeinsam mit Eric Niemann schrieb er unter dem Pseudonym Henner Hildebrandt mehrere Hörspiele. Basierend auf seiner Kurzgeschichte Umleitung entstand in Zusammenarbeit mit Niemann und Tonagel 2019 der Noir-Kurzfilm Was nie kommt.

## Veröffentlichungen
- Mareks Liste. Thriller. Leda-Verlag, Leer 2018, ISBN 978-3-86412-210-1.
- Zahltag. Noir Krimi. Hallenberger Media Verlag, Altenau 2017, ISBN 978-3-95764-224-0.
- Ansverus-Fluch. Kriminalroman. Leda-Verlag, Leer 2016, ISBN 978-3-86412-093-0.
- Im Spiegellabyrinth. Kurzgeschichtenroman. Hallenberger-Verlag, Altenau 2015, ISBN 978-3-95764-201-1.
- Les morts renaîtront un jour. Kriminalroman. Piranha, Paris 2015.
- Dunkle Schatten. Kriminalroman. Pendragon, Bielefeld 2012, ISBN 978-3-86532-342-2.
- Strahlende Zukunft: Tödliche Strahlen in Bremen. Kriminalroman. Emons, Köln 2009, ISBN 978-3-89705-666-4.
- Kein Tag für Helden. Kriminalroman. Emons, Köln 2008, ISBN 978-3-89705-587-2.
- Fette Herzen. Kriminalroman. Emons, Köln 2006, ISBN 3-89705-469-8.
- Bangkok ist selten kühl. Kriminalroman. Hainholz Verlag, Göttingen 1998, ISBN 3-932622-32-4.
- Die Rassismus-Falle Identitätspolitik und kritische Rassentheorie – Ein Essay. Gerhard Hess Verlag e.K., 2024, ISBN 978-3-87336-852-1.

### Herausgeber
- Weihnachten hart & zart. 24 und ein Geschichte von acht Autoren. Blut & Feder, Kadera, Norderstedt, 2011, ISBN 978-3-944459-35-6
- Hamburg hart & zart. 35 Geschichten. Neun Autoren. Eine Stadt. Blut & Feder, Kadera, Norderstedt, 2011, ISBN 978-3-9813804-1-5
- Zeitsplitter – Steglitz im "Dritten Reich". Kunstamt Steglitz, Berlin, 1992. (Begleitbroschüre zur Ausstellung)
- Und wir verloren die Sprache. (Jean Amery). Schriftsteller im Exil. Verlag Das arabische Buch, Berlin 1991, DNB 911327304. (Lyrik und Prosa von Bozorg Alavi, Robert Jungk, Bahman Nirumand, Luis Sepulveda u. a.)
- mit Ulrike Jensen (Hrsg.): Als letztes starb die Hoffnung. Berichte von Überlebenden aus dem KZ Neuengamme. Mit einem Vorwort von Ralph Giordano. Rasch und Röhring, 1989, ISBN 3-89136-267-6

### Sonstige Medien
- Hörspiel Kein Tag für Helden, NDR 2010[4]
- Theaterstück Tahoma – die lange Reise ans Ende der Nacht, Inszenierung von Angela Bertram und der Cumpaney, Mölln/Neu-Horst 2012.[5]